# Youth Gone Wild
Youth Gone Wild è il singolo di debutto della rock band statunitense Skid Row, estratto dal loro album eponimo del 1989. Scritta da Rachel Bolan e Dave "the Snake" Sabo, la canzone tratta della gioventù selvaggia ed è considerata il pezzo più rappresentativo degli Skid Row.
Il suo video musicale ha ricevuto un forte airplay su MTV; tuttavia, mentre l'album in sé è stato un grande successo ed è andato multi-platino negli Stati Uniti e in altri paesi, Youth Gone Wild come singolo ha raggiunto solo la posizione numero 99 della Billboard Hot 100 e la numero 20 della Mainstream Rock Songs.
La canzone è stata ripubblicata nel 1992 nell'EP B-Side Ourselves con il singolo Delivering the Goods (cover dei Judas Priest) ed è entrata nuovamente in classifica, alla posizione numero 22 della Official Singles Chart.
La canzone viene suonata in molte arene dello sport come la United Center quando ospitava le partite di hockey dei Chicago Blackhawks. Youth Gone Wild è stata inserita nel videogioco per Nintendo DS Guitar Hero: On Tour, nel videogioco simulatore di strumenti Rock Revolution, e come contenuto scaricabile per Karaoke Revolution Presents American Idol Encore 2 per PlayStation 3. È inoltre parte della colonna sonora di Brütal Legend.
La canzone è stata reinterpretata da numerosi gruppi, tra cui HammerFall, Norther e Asking Alexandria. Nel 2000, il gruppo pop punk Swindle ha inciso una reinterpretazione di Youth Gone Wild per la compilation Punk Goes Metal. Curiosamente, nella stessa compilation appare anche una cover di I Remember You, altro pezzo degli Skid Row.
Nel 2014 è stata indicata come la sesta più grande canzone pop metal da Yahoo! Music.

## Tracce

### Edizione giapponese (1989)
1. Youth Gone Wild
2. Sweet Little Sister

### Singolo "Youth Gone Wild/Delivering The Goods" (1992)
1. Youth Gone Wild
2. Delivering the Goods (live, cover dei Judas Priest)
3. Psycho Therapy (cover dei Ramones)
4. Get The Fuck Out